# Jan Holoubek
Jan Holoubek (ur. 4 marca 1978 w Warszawie) – polski reżyser i operator.

## Życiorys
Urodził się 4 marca 1978 roku w Warszawie jako syn pary aktorskiej Magdaleny Zawadzkiej i Gustawa Holoubka.
W 2001 roku ukończył studia na Wydziale Operatorskim Państwowej Wyższej Szkoły Filmowej, Telewizyjnej i Teatralnej im. Leona Schillera w Łodzi. Zawodu uczył się pod okiem takich twórców, jak Edward Kłosiński i Witold Sobociński. Od 2004 roku działa niezależnie jako autor zdjęć przy produkcjach filmów fabularnych, telewizyjnych oraz reklamowych. Pracował na planie do filmów Juliusza Machulskiego, Krzysztofa Zanussiego, Jerzego Stuhra czy Krystyny Jandy. W 2007 roku zadebiutował jako reżyser filmem dokumentalnym Słońce i cień, który nagrodzono na wielu festiwalach. Od 2011 roku jest członkiem Stowarzyszenia Autorów Zdjęć Filmowych. W 2014 roku zrealizował mockument Pocztówki z Republiki Absurdu. W 2018 roku wyreżyserował serial głośny sensacyjno-kryminalny Rojst, napisany wspólnie z Kasprem Bajonem.
Jego pełnometrażowy film 25 lat niewinności. Sprawa Tomka Komendy został bardzo dobrze przyjęty zarówno przez krytyków, jak i publiczność. Film doceniono na festiwalach filmowych i obsypano licznymi nagrodami w kraju, jak i za granicą, w tym nagrodą za debiut reżyserski na 45. Festiwalu Polskich Filmów Fabularnych w Gdyni oraz 15 nominacjami do Polskich Nagród Filmowych „Orły” 2021, w tym za najlepszą reżyserię, najlepszy film i odkrycie roku. Otrzymał także wyróżnienie specjalne w Konkursie Filmów Polskich oraz pięć statuetek na Koszalińskim Festiwalu Debiutów Filmowych „Młodzi i Film”. Film uhonorowano nagrodami również na Black Nights Film Festival w Tallinie oraz na Festiwalu Nuovo Cinema Europa w Genui. 
W 2022 roku nakręcił serial Wielka woda, którego oficjalna premiera odbyła się 30 września w Narodowym Forum Muzyki we Wrocławiu. Produkcja została zrealizowana dla Netfliksa i opowiada o powodzi tysiąclecia, która dotknęła Wrocław i jego okolice w lipcu 1997 roku. Serial okazał się przebojem nie tylko w Polsce, lecz także na arenie międzynarodowej i znalazł się w top 10 najchętniej oglądanych produkcji na platformie Netflix w aż 78 krajach, m.in. Kanadzie, USA, Francji, Danii i Meksyku.

## Filmografia

### Reżyser
- 2026: Dziki, dziki wschód
- 2025: Biedermann i podpalacze (spektakl telewizyjny)
- 2025: Heweliusz (serial)
- 2023: Doppelgänger. Sobowtór
- 2022: Wielka woda (serial)
- 2020: 25 lat niewinności. Sprawa Tomka Komendy
- 2019: Odwróceni. Ojcowie i córki (odc. 5–8)
- 2018–2024: Rojst (serial)
- 2014: Pocztówki z Republiki Absurdu
- 2007: Słońce i cień

### Operator obrazu
- 2018: Kruk. Szepty słychać po zmroku (serial)
- 2018: Podatek od miłości
- 2016: Hanoch odchodzi bez słowa (spektakl telewizyjny)
- 2016: Para nie do pary (odc. „Plaża”, „Ślub byłych”, „Zebranie”)
- 2016: Po prostu przyjaźń
- 2016: Posprzątane (spektakl telewizyjny)
- 2015: Król życia
- 2015: Prokurator (odc. 6–10)
- 2014: Pocztówki z Republiki Absurdu
- 2014: Zabójcza pewność (spektakl telewizyjny)
- 2013: Moralność Pani Dulskiej (spektakl telewizyjny)
- 2012–2014: Lekarze (odc. 1–5, 23–28, 34–39, 43–44, 46–52, czołówka)
- 2012: Supermarket
- 2009: Co ja tu robię? Tadeusz Konwicki (film dokumentalny)
- 2009: Naznaczony (odc. 2, 4, 8–9, współpraca w odc. 13)
- 2009: Piksele
- 2007: Świadek koronny (sekwencja izraelska)
- 2007: Odwróceni (odc. 4–7, 10–12)
- 2007: Słońce i cień (film dokumentalny o ojcu, Gustawie Holoubku)
- 2007: Wyzwolenie (spektakl telewizyjny)
- 2005: Jak ja kogoś, czy jak ktoś mnie? (film dokumentalny)
- 2005: Król Edyp (spektakl telewizyjny)
- 2003: Na Wspólnej (odc. 16–20)

## Teatr
- 2006: Chwile słabości, Donald Churchill, Teatr Ateneum w Warszawie – reżyseria światła
- 2005: ...i tyle miłości, Antoni Czechow, Teatr Ateneum w Warszawie – reżyseria światła
- 2004: Król Edyp, Sofokles, Teatr Ateneum w Warszawie – reżyseria światła

## Nagrody i wyróżnienia
- Wyróżnienie na Międzynarodowym Festiwalu Filmowym Era Nowe Horyzonty we Wrocławiu w Konkursie Polskich Filmów Krótkometrażowych w kategorii filmów dokumentalnych dla filmu Słońce i cień (2007)
- Mały Jantar - nagroda na 26. Festiwalu Debiutów Filmowych „Młodzi i Film” w Koszalinie za najlepszy dokument w Konkursie Filmów Krótkometrażowych dla filmu Słońce i cień (2007)
- nagroda na 13. Festiwalu Teatru Polskiego Radia i Teatru Telewizji Polskiej „Dwa Teatry” w Sopocie za zdjęcia do przedstawienia Moralność pani Dulskiej (2013)
- Nagroda im. Janusza „Kuby” Morgensterna „Perspektywa” (2021)[5]
- Polska Nagroda Filmowa, Orzeł - nagroda za najlepszy filmowy serial fabularny Rojst ’97 (2022)
- nagroda „Wiktora” w kategorii: Twórca roku (2022)
- Paszport Polityki w kategorii film (2022)[6]
- Nagroda Filmowa Marszałka Województwa Kujawsko-Pomorskiego im. Poli Negri na 31. Międzynarodowym Festiwalu Filmowym EnergaCAMERIMAGE w Toruniu (2023)[7]